# Солуха Костянтин Григорович
Кость Солу́ха (Костянтин Григорович Солуха, 17 (30) травня 1861 , с. Коритне Балтського повіту Подільської губернії — 31 січня 1922) — українські громадський і культурний діяч та меценат на Східному Поділлі. За фахом лікар.
Перший голова Подільської «Просвіти». Один із засновників університету в Кам'янці-Подільському.

## Біографія
Костянтин Солуха народився 17 травня 1861 року у с. Коритне Балтського повіту Подільської губернії  в родині українського старосвітського сільського священника. Кость здобув освіту в Другій київській гімназії, де близько познайомився з життям українських народознавчих гуртків, цікавився мистецтвом, співав у хорі видатного композитора Миколи Лисенка. 1879 року закінчив гімназію і вступив на медичний факультет Київського університету. Під-час навчання під впливом Володимира Антоновича та Павла Житецького захопився ідеєю українського відродження. Брав активну участь у діяльність студентської «Громади». У зв'язку з цим на деякий час був звільнений з університету. Після відновлення перебував під поліційним наглядом.
Закінчивши університет, 1886 року Костя Солуху як стипендіата скерували на 5 років полковим лікарем 28-го піхотного полку Варшавського округу. Відслуживши менше року та не витримуючи військового порядку, добився переведення на Поділля.
У 1889 році його направили дільничним лікарем земської лікарні в Оринині Кам'янецького повіту, де не було не те що лікарні, а навіть медичного пункту. Як згадував Кость:
|  | Став налагоджувати всю справу з нуля. Лікарню довелося зробити в корчмі, хоча обладнання майже ніякого не було, а на медикаменти відпускалося 150 руб. на рік. Територія дільниці велика, кругом темнота народу і авторитет повитух та знахарів |

У 1894 році отримав пропозицію на переведення до Санкт-Петербургу, а після відмови — до Кам'янця-Подільського, на яку погодився. У Кам'янці-Подільському його призначили на посаду городового лікаря, а потім ординатора Кам'янецької міської лікарні.
У 1915 році став застосовувати метод пневмотораксу в лікуванні тяжкої недуги — туберкульозу. Кость Солуха придбав власним коштом декілька приладів для пневмотораксу, встановив їх у губернській лікарні, у своєму будинку, де вів приватну практику, та в шпиталі, де відкрив цілий павільйон для лікування тяжкохворих. У роки громадянської війни Солуха зосередив свої сили на боротьбі з епідеміями тифів, грипу та іншими хворобами. У січні 1922 року Кость Солуха заразився від хворих епідемічним висипним тифом і попри зусилля його друзів-лікарів помер.

## Сім'я
- Батько — Григорій Солуха — священник села Коритного Балтського повіту[4];
- Дружина — Ганна Георгіївна Пашута;
- Сини:
  - Віктор (1896—1913) — успішно навчався в Кам'янецькій гімназії та Київському університеті;
  - Григорій (1897—?) — закінчив фізико-математичний факультет Кам'янець-Подільського українського університету;
- Доньки:
  - Тетяна (1901—?) — 1921 року разом із чоловіком Євгеном Приходьком емігрувала до Праги, а після Другої світової війни — до США, де стала доктором Українського Інституту Америки, співала в Українському національному хорі;
  - Наталя (1903—1991) — закінчила історико-філологічний факультет Кам'янець-Подільського українського університету, згодом отримала диплом з відзнакою в Московському інституті культури, працювала бібліографом читального залу для науковців Національної бібліотеки України ім. Вернадського[2].

## Громадська діяльність
Вихований на глибоких традиціях любові до рідного краю, Солуха переймався болями свого народу. У 1901 році разом із священником і істориком Юхимом Сіцінським, вчителями С. Іваницьким, Володимиром Чехівським та іншими однодумцями організував невеличку місцеву українську громаду, яка гуртувала всю молодь.
1905 року в Кам'янці-Подільському було засноване Українське товариство «Просвіта» — перше на Поділлі. Головою від початку до 1917 року був Кость Солуха. У ці роки члени товариства провели значну роботу з поширення мережі «Просвіт» по містах та селах Поділля. Було розповсюджено літературу, пресу, поставлені спектаклі, читались лекції, влаштовувались виставки, давались концерти. Просвітянська діяльність прищеплювала молодим людям любов до рідного краю, своєї мови та культури. За свою діяльність Товариство і його керівник зажили величезного авторитету серед населення.
1918 року Кость Солуха став одним з ініціаторів відкриття в Кам'янці-Подільському університету.

## Вшанування пам'яті
У місті Кам'янець-Подільський у 2016 році перейменували центральну бібліотеку, назвавши її на честь Костя Солухи.